# Liste des circonscriptions parlementaires du pays de Galles

Découpage du pays de Galles en circonscriptions parlementaires opéré par un décret de 2023, appliqué à partir des élections générales de 2024.

La liste suivante dresse les circonscriptions parlementaires du pays de Galles, divisions électorales utilisées pour les élections générales de la Chambre des communes. Le territoire gallois est morcelé en 32 circonscriptions parlementaires (parliamentary constituencies en anglais) par un décret de 2023.

## Découpage de 2023
Le tableau suivant dresse pour chaque circonscription :
1. sa dénomination ou ses dénominations officielles au sens du quatrième tableau du Parliamentary Constituencies Order 2023[α] ;
2. son type (de borough ou de comté) au sens de ce même tableau[α] ;
3. sa population électorale totale au 2 mars 2020, exprimée en nombre d’électeurs, d’après le rapport final de la commission des limites pour le pays de Galles de 2023[β] ;
4. sa superficie, exprimée en kilomètres carrés, d’après le même rapport[γ] ;
5. sa densité de population électorale, exprimée en électeurs par kilomètre carré ;
6. et son territoire constitutif d’après les sections électorales en vigueur au 1er décembre 2020 dans les zones principales établies par le Local Government (Wales) Act 1994[δ].

| Circonscription             | Circonscription                  | Type    | Population électorale | Superficie | Densité | Territoire constitutif                | Territoire constitutif |
| Nom principal               | Nom alternatif                   | Type    | Population électorale | Superficie | Densité | Zone principale                       | Sections concernées    |
| --------------------------- | -------------------------------- | ------- | --------------------- | ---------- | ------- | ------------------------------------- | ---------------------- |
| Aberafan Maesteg            | Aberafan Maesteg                 | Comté   | 69 817                | 397        | 176     | Borough de comté de Bridgend          | 6                      |
| Aberafan Maesteg            | Aberafan Maesteg                 | Comté   | 69 817                | 397        | 176     | Borough de comté de Neath Port Talbot | 14                     |
| Alyn and Deeside            | Alun a Glannau Dyfrdwy           | Comté   | 75 695                | 205        | 369     | Comté du Flintshire                   | 23                     |
| Bangor Aberconwy            | Bangor Aberconwy                 | Comté   | 70 468                | 1 435      | 49      | Borough de comté de Conwy             | 25                     |
| Bangor Aberconwy            | Bangor Aberconwy                 | Comté   | 70 468                | 1 435      | 49      | Comté du Denbighshire                 | 2                      |
| Bangor Aberconwy            | Bangor Aberconwy                 | Comté   | 70 468                | 1 435      | 49      | Comté du Gwynedd                      | 13                     |
| Blaenau Gwent and Rhymney   | Blaenau Gwent a Rhymni           | Comté   | 71 079                | 166        | 428     | Borough de comté de Blaenau Gwent     | Totalité               |
| Blaenau Gwent and Rhymney   | Blaenau Gwent a Rhymni           | Comté   | 71 079                | 166        | 428     | Borough de comté de Caerphilly        | 8                      |
| Brecon, Radnor and Cwm Tawe | Aberhonddu, Maesyfed a Chwm Tawe | Comté   | 72 113                | 3 090      | 23      | Borough de comté de Neath Port Talbot | 9                      |
| Brecon, Radnor and Cwm Tawe | Aberhonddu, Maesyfed a Chwm Tawe | Comté   | 72 113                | 3 090      | 23      | Comté du Powys                        | 39                     |
| Bridgend                    | Pen-y-bont                       | Comté   | 70 770                | 124        | 571     | Borough de comté de Bridgend          | 26                     |
| Caerfyrddin                 | Carmarthen                       | Comté   | 72 683                | 2 034      | 36      | Comté du Carmarthenshire              | 34                     |
| Caerphilly                  | Caerffili                        | Comté   | 72 458                | 140        | 518     | Borough de comté de Caerphilly        | 15                     |
| Cardiff East                | Dwyrain Caerdydd                 | Borough | 72 463                | 33         | 2 196   | Cité et comté de Cardiff              | 8                      |
| Cardiff North               | Gogledd Caerdydd                 | Borough | 71 143                | 49         | 1 452   | Cité et comté de Cardiff              | 8                      |
| Cardiff North               | Gogledd Caerdydd                 | Borough | 71 143                | 49         | 1 452   | Borough de comté de Rhondda Cynon Taf | 1                      |
| Cardiff South and Penarth   | De Caerdydd a Phenarth           | Borough | 72 269                | 60         | 1 204   | Cité et comté de Cardiff              | 4                      |
| Cardiff South and Penarth   | De Caerdydd a Phenarth           | Borough | 72 269                | 60         | 1 204   | Borough de comté du Vale of Glamorgan | 7                      |
| Cardiff West                | Gorllewin Caerdydd               | Borough | 73 947                | 63         | 1 174   | Cité et comté de Cardiff              | 9                      |
| Cardiff West                | Gorllewin Caerdydd               | Borough | 73 947                | 63         | 1 174   | Borough de comté de Rhondda Cynon Taf | 1                      |
| Ceredigion Preseli          | Ceredigion Preseli               | Comté   | 74 063                | 2 458      | 30      | Comté du Ceredigion                   | Totalité               |
| Ceredigion Preseli          | Ceredigion Preseli               | Comté   | 74 063                | 2 458      | 30      | Comté du Pembrokeshire                | 12                     |
| Clwyd East                  | Dwyrain Clwyd                    | Comté   | 76 395                | 676        | 113     | Comté du Denbighshire                 | 13                     |
| Clwyd East                  | Dwyrain Clwyd                    | Comté   | 76 395                | 676        | 113     | Comté du Flintshire                   | 24                     |
| Clwyd East                  | Dwyrain Clwyd                    | Comté   | 76 395                | 676        | 113     | Borough de comté de Wrexham           | 1                      |
| Clwyd North                 | Gogledd Clwyd                    | Comté   | 76 150                | 170        | 448     | Borough de comté de Conwy             | 13                     |
| Clwyd North                 | Gogledd Clwyd                    | Comté   | 76 150                | 170        | 448     | Comté du Denbighshire                 | 13                     |
| Dwyfor Meirionnydd          | Dwyfor Meirionnydd               | Comté   | 72 533                | 2 613      | 28      | Comté du Denbighshire                 | 2                      |
| Dwyfor Meirionnydd          | Dwyfor Meirionnydd               | Comté   | 72 533                | 2 613      | 28      | Comté du Gwynedd                      | 58                     |
| Gower                       | Gŵyr                             | Comté   | 76 801                | 345        | 223     | Cité et comté de Swansea              | 23                     |
| Llanelli                    | Llanelli                         | Comté   | 69 895                | 397        | 176     | Comté du Carmarthenshire              | 24                     |
| Merthyr Tydfil and Aberdare | Merthyr Tudful ac Aberdȃr        | Comté   | 74 805                | 245        | 305     | Borough de comté de Merthyr Tydfil    | Totalité               |
| Merthyr Tydfil and Aberdare | Merthyr Tudful ac Aberdȃr        | Comté   | 74 805                | 245        | 305     | Borough de comté de Rhondda Cynon Taf | 8                      |
| Mid and South Pembrokeshire | Canol a De Sir Benfro            | Comté   | 76 820                | 985        | 78      | Comté du Pembrokeshire                | 48                     |
| Monmouthshire               | Sir Fynwy                        | Comté   | 72 681                | 884        | 82      | Comté du Monmouthsire                 | Totalité               |
| Montgomeryshire and Glyndŵr | Maldwyn a Glyndŵr                | Comté   | 74 223                | 2 379      | 31      | Comté du Powys                        | 34                     |
| Montgomeryshire and Glyndŵr | Maldwyn a Glyndŵr                | Comté   | 74 223                | 2 379      | 31      | Borough de comté de Wrexham           | 12                     |
| Neath and Swansea East      | Castell-nedd a Dwyrain Abertawe  | Comté   | 74 705                | 219        | 341     | Borough de comté de Neath Port Talbot | 19                     |
| Neath and Swansea East      | Castell-nedd a Dwyrain Abertawe  | Comté   | 74 705                | 219        | 341     | Cité et comté de Swansea              | 4                      |
| Newport East                | Dwyrain Casnewydd                | Comté   | 76 159                | 142        | 536     | Cité de Newport                       | 14                     |
| Newport West and Islwyn     | Gorllewin Casnewydd ac Islwyn    | Comté   | 76 234                | 154        | 495     | Borough de comté de Caerphilly        | 10                     |
| Newport West and Islwyn     | Gorllewin Casnewydd ac Islwyn    | Comté   | 76 234                | 154        | 495     | Cité de Newport                       | 6                      |
| Pontypridd                  | Pontypridd                       | Comté   | 73 743                | 141        | 495     | Borough de comté de Rhondda Cynon Taf | 24                     |
| Rhondda and Ogmore          | Rhondda ac Ogwr                  | Comté   | 73 557                | 199        | 370     | Borough de comté de Bridgend          | 7                      |
| Rhondda and Ogmore          | Rhondda ac Ogwr                  | Comté   | 73 557                | 199        | 370     | Borough de comté de Rhondda Cynon Taf | 18                     |
| Swansea West                | Gorllewin Abertawe               | Comté   | 74 612                | 35         | 2 132   | Cité et comté de Swansea              | 9                      |
| Torfaen                     | Torfaen                          | Comté   | 70 591                | 126        | 560     | Borough de comté de la Torfaen        | Totalité               |
| Vale of Glamorgan           | Bro Morgannwg                    | Comté   | 70 426                | 301        | 234     | Borough de comté du Vale of Glamorgan | 16                     |
| Wrexham                     | Wrecsam                          | Comté   | 70 964                | 292        | 243     | Borough de comté de Wrexham           | 34                     |
| Ynys Môn                    | Ynys Môn                         | Comté   | 52 415                | 746        | 70      | Comté de l’Isle of Anglesey           | Totalité               |

## Circonscriptions
Informations complémentaires : Élections générales de 2019
| Circonscription                         | Électeur | Majorité | Membre du Parlement | Membre du Parlement      | Opposition | Opposition                | Carte |
| --------------------------------------- | -------- | -------- | ------------------- | ------------------------ | ---------- | ------------------------- | ----- |
| Aberavon                                | 50,750   | 10,490   |                     | Stephen Kinnock‡         |            | Charlotte Lang†           | .     |
| Aberconwy                               | 44,699   | 2,034    |                     | Robin Millar†            |            | Emily Owen ‡              |       |
| Alyn and Deeside                        | 62,789   | 213      |                     | Mark Tami‡               |            | Sanjoy Sen†               |       |
| Arfon                                   | 42,215   | 2,781    |                     | Hywel Williams₪          |            | Steffie Williams Roberts‡ |       |
| Blaenau Gwent                           | 50,739   | 8,647    |                     | Nick Smith‡              |            | Richard Taylor*           |       |
| Brecon and Radnorshire                  | 55,490   | 7,131    |                     | Fay Jones†               |            | Jane Dodds¤               |       |
| Bridgend                                | 63,303   | 1,157    |                     | Jamie Wallis†            |            | Madeleine Moon‡           |       |
| Caerphilly                              | 63,166   | 6,833    |                     | Wayne David‡             |            | Jane Pratt†               |       |
| Cardiff Central                         | 64,037   | 17,179   |                     | Jo Stevens‡              |            | Meirion Jenkins†          |       |
| Cardiff North                           | 68,438   | 6,982    |                     | Anna McMorrin‡           |            | Mo Ali†                   |       |
| Cardiff South and Penarth               | 78,837   | 12,737   |                     | Stephen Doughty‡         |            | Philippa Broom†           |       |
| Cardiff West                            | 68,508   | 10,986   |                     | Kevin Brennan‡           |            | Carolyn Webster†          |       |
| Carmarthen East and Dinefwr             | 57,419   | 1,809    |                     | Jonathan Edwardsȼ        |            | David Darkin†             |       |
| Carmarthen West and South Pembrokeshire | 59,158   | 7,745    |                     | Simon Hart†              |            | Marc Tierney‡             |       |
| Ceredigion                              | 56,250   | 6,329    |                     | Ben Lake₪                |            | Amanda Jenner¤            |       |
| Clwyd South                             | 53,919   | 1,239    |                     | Simon Baynes†            |            | Susan Elan Jones‡         |       |
| Clwyd West                              | 57,714   | 6,747    |                     | David Jones†             |            | Jo Thomas‡                |       |
| Cynon Valley                            | 51,134   | 8,822    |                     | Beth Winter‡             |            | Pauline Church†           |       |
| Delyn                                   | 54,560   | 865      |                     | Rob Roberts†             |            | David Hanson‡             |       |
| Dwyfor Meirionnydd                      | 44,362   | 4,740    |                     | Liz Saville Roberts₪     |            | Tomos Davies†             |       |
| Gower                                   | 61,762   | 1,837    |                     | Tonia Antoniazzi‡        |            | Francesca O'Brien†        |       |
| Islwyn                                  | 55,423   | 5,464    |                     | Christopher James Evans‡ |            | Gavin Chambers†           |       |
| Llanelli                                | 60,518   | 4,670    |                     | Nia Griffith‡            |            | Tamara Reay†              |       |
| Merthyr Tydfil and Rhymney              | 56,322   | 10,606   |                     | Gerald Jones‡            |            | Sara Jones†               |       |
| Monmouth                                | 67,098   | 9,982    |                     | David Davies†            |            | Yvonne Murphy‡            |       |
| Montgomeryshire                         | 48,997   | 12,138   |                     | Craig Williams†          |            | Kishan Devani¤            |       |
| Neath                                   | 56,419   | 5,637    |                     | Christina Rees‡          |            | Jon Burns†                |       |
| Newport East                            | 58,554   | 1,992    |                     | Jessica Morden‡          |            | Mark Brown†               |       |
| Newport West                            | 66,657   | 902      |                     | Ruth Jones‡              |            | Matthew Evans†            |       |
| Ogmore                                  | 57,581   | 7,805    |                     | Chris Elmore‡            |            | Sadie Vidal†              |       |
| Pontypridd                              | 60,327   | 5,887    |                     | Alex Davies-Jones‡       |            | Sam Trask†                |       |
| Preseli Pembrokeshire                   | 59,606   | 5,062    |                     | Stephen Crabb†           |            | Philippa Thompson‡        |       |
| Rhondda                                 | 50,262   | 11,440   |                     | Chris Bryant‡            |            | Hannah Jarvis             |       |
| Swansea East                            | 58,450   | 11,440   |                     | Carolyn Harris‡          |            | Denise Howard†            |       |
| Swansea West                            | 57,078   | 8,116    |                     | Geraint Davies‡          |            | James Price†              |       |
| Torfaen                                 | 62,330   | 3,742    |                     | Nick Thomas-Symonds‡     |            | Graham Smith†             |       |
| Vale of Clwyd                           | 56,649   | 1,827    |                     | James Davies†            |            | Chris Ruane‡              |       |
| Vale of Glamorgan                       | 76,508   | 3,562    |                     | Alun Cairns†             |            | Belinda Loveluck-Edwards‡ |       |
| Wrexham                                 | 49,737   | 2,131    |                     | Sarah Atherton†          |            | Mary Wimbury‡             |       |
| Ynys Môn (Anglesey)                     | 51,925   | 1,968    |                     | Virginia Crosbie†        |            | Mary Roberts‡             |       |

## Modification des limites proposées
La Boundary commissions for Wales a soumis ses propositions finales concernant le sixième examen périodique des circonscriptions de Westminster (l'examen de 2018) en septembre 2018. Bien que les propositions aient été immédiatement soumises au Parlement, elles n'ont pas été présentées par le gouvernement pour approbation. En conséquence, ils ne sont pas entrés en vigueur pour l'élection de 2019 qui a eu lieu le 12 décembre 2019 et qui a été contestée en utilisant les limites de circonscription en place depuis 2010.
Aux termes de la loi de 2011 sur le système de vote parlementaire et les circonscriptions, le sixième examen reposait sur la réduction du nombre total des parlementaires de 650 à 600 et sur une exigence stricte de parité électorale selon laquelle l'électorat de toutes les circonscriptions devrait se situer dans une fourchette de 5% du quota électoral.
Le 24 mars 2020, la ministre d'État chargée du Cabinet Office, Chloe Smith a publié une déclaration écrite au Parlement exposant la réflexion du gouvernement en ce qui concerne les limites parlementaires. Ils proposent de présenter une législation primaire pour supprimer l'obligation statutaire de mettre en œuvre les recommandations de l'examen des limites de 2018, ainsi que de définir le cadre des futurs examens des limites à temps pour le prochain examen qui doit commencer au début de 2021 et présenter un rapport au plus tard en octobre. 2023. Il est proposé que le nombre de circonscriptions reste désormais au niveau actuel de 650, au lieu d'être réduit à 600, tout en conservant l'exigence selon laquelle l'électorat ne doit pas être à plus de +/- 5% du quota électoral.

## Résultats historiques
Source de données principale: Briefing de recherche de la Chambre des communes - Résultats des élections générales de 1918 à 2019

### 2019
Le nombre de votes exprimés pour chaque parti qui ont présenté des candidats dans les circonscriptions du pays de Galles aux élections générales de 2019 était le suivant:
The number of votes cast for each political party who fielder candidates in constituencies comprising Wales in the 2019 general election were as follows:
| Parti               | Votes     | %     | Changement à partir de 2017 | Sièges | Changement à partir de 2017 |
| ------------------- | --------- | ----- | --------------------------- | ------ | --------------------------- |
| Travailliste        | 632,035   | 40.9% | 8.0%                        | 22     | 6                           |
| Conservateur        | 557,234   | 36.1% | 2.5%                        | 14     | 6                           |
| Plaid Cymru         | 153,265   | 9.9%  | 0.5%                        | 4      | 0                           |
| Libéraux Démocrates | 92,171    | 6.0%  | 1.5%                        | 0      | 0                           |
| Brexit              | 83,908    | 5.4%  | new                         | 0      | 0                           |
| Greens              | 15,828    | 1.0%  | 0.7%                        | 0      | 0                           |
| Others              | 9,916     | 0.6%  | 1.6%                        | 0      | 0                           |
| Total               | 1,544,357 | 100.0 |                             | 40     |                             |

### Pourcentage de votes

Pourcentage de votes au Pays de Galles

CON - Parti conservateur, y compris le Parti national libéral jusqu'en 1966
LAB - Parti travailliste
LIB - Parti libéral jusqu'en 1979; SDP-Libéral Alliance 1983 et 1987; Libéraux Démocrates de 1992
PC - Plaid Cymru
UKIP/Br - UK Independence Party 2010 à 2017 (inclus dans Other jusqu'en 2005 et en 2019); Brexit Party en 2019
Green - Green Party of England and Wales (inclus dans Other jusqu'en 2005)

### Sièges

Sièges du Pays de Galles

CON - Parti conservateur, y compris le Parti national libéral jusqu'en 1966
LAB - Parti travailliste
LIB - Parti libéral jusqu'en 1979; SDP-Libéral Alliance 1983 et 1987; Libéraux Démocrates de 1992
OTH - 1970 - Indépendants (S. O. Davies); 2005 - Indépendant (Peter Law)
PC - Plaid Cymru

### Cartes

2010
2015
2017
Élections partielles de 2019
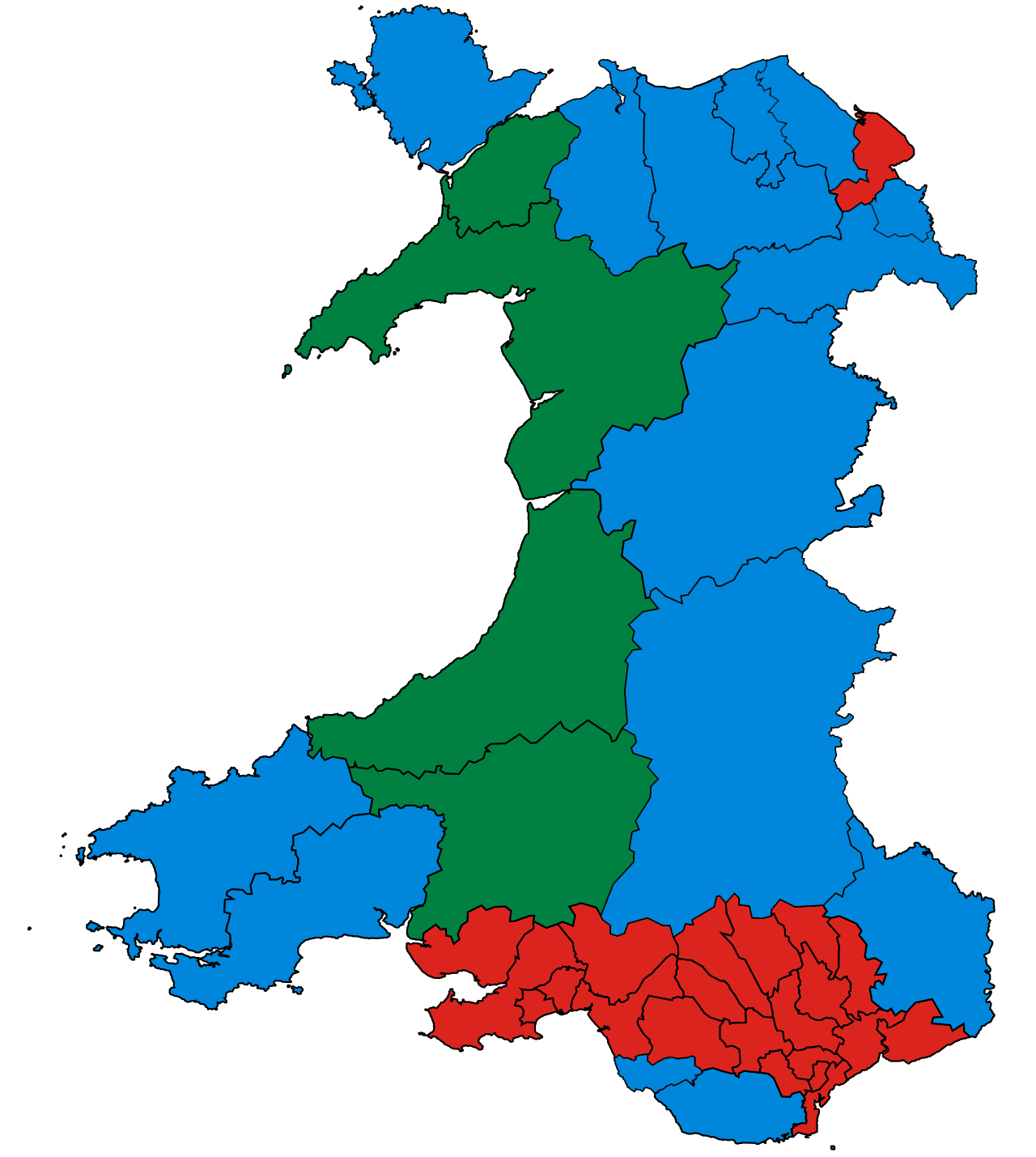
Décembre 2019
2024

Ce sont des cartes des résultats des quatre dernières élections générales au Pays de Galles et des changements en 2019 à la suite d'une élection partielle et d'un changement d'affiliation.
- Rouge représente les MPs travailliste.
- Bleu représente les MPs conservateur.
- Ambre représente les MPs libéraux démocrates.
- Vert représente les MPs Plaid Cymrus.
- Gris représente les MPs indépendants.

### 2019 élections partielles
Deux élections partielles ont eu lieu en 2019:
- Élection partielle de 2019 à Newport West
- Élection partielle de 2019 à Brecon and Radnorshire

### Sources
- (en) Cet article est partiellement ou en totalité issu de l’article de Wikipédia en anglais intitulé « List of Parliamentary constituencies in Wales » (voir la liste des auteurs).

1. 1 2  The Parliamentary Constituencies Order 2023, p. 3 et 215-232.
2. ↑  Boundary Commission for Wales 2023, p. 10 et 250-251.
3. ↑  Boundary Commission for Wales 2023, p. 250-251.
4. ↑  Boundary Commission for Wales 2023, p. 11.